# True Blues
True Blues är officiell supporterklubb till fotbollsklubben Trelleborgs FF. 
True Blues grundades 1999 och har cirka 500 medlemmar. Klubbens verksamhet går ut på att organisera Trelleborgs FF:s supportrar och stödja laget under matcher. True Blues arrangerar resor till bortamatcher, tifon, samkväm och fester, tar fram och säljer supporterprylar samt bildar opinion kring Trelleborgs FF. Till och med 2008 drev klubben en souvenirbutik i Trelleborgs centrum. Medlemstidningen "Trogen Blå" kommer ut med fyra nummer per år.
True Blues är i stort sett den enda supportergrupperingen som följer Trelleborgs FF.
På TFF:s hemmamatcher huserar de flesta medlemmarna i föreningen på Vångavallens västra ståplatsläktare.